# Шаг (монета)
Слово “шаг” походить із німецького “Schock”, яке в деяких контекстах означало “маленька кількість” або “дрібна монета”.

## Варіанти монет
Найпоширенішими були монети номіналом 1, 2, 10, 20 шагів, залежно від періоду.

## Кінець обігу
Після розпаду Австро-Угорщини у 1918 році шаги вийшли з обігу разом із кронами, яку замінили валюти нових держав (чеська крона, польський злотий, югославський динар тощо).

Наприклад, викупи та військові репарації після Грюнвальдської битви рахувалися купками празьких грошей . У Литовському князівстві та Польсько-Литовському союзі державні фінанси в XVI столітті рахувалися в купах литовських грошей .

## Символіка “шага” сьогодні
У сучасній мові шаги іноді згадують як щось дріб’язкове або малоцінне. Наприклад, вислів “немає й шагу” означає “немає нічого” 